# ليلى العامرية (فلم)
ليلى العامرية فيلم مصري تم إنتاجه عام 1948، من تأليف أبو الفرج الأصفهاني وإخراج نيازي مصطفى وبطولة يحيى شاهين وكوكا.

## فريق العمل
إخراج: نيازي مصطفى
تأليف:
- أبو الفرج الأصفهاني (قصة)
- نيازي مصطفى
- بيرم التونسي (حوار)

طاقم العمل:
- يحيى شاهين
- كوكا
- محمود المليجي
- إبراهيم عمارة
- علي رشدي
- رفيعة الشال
- شفيق نور الدين
- رياض القصبجي
- خيرية خيري

## روابط خارجية
- مقالات تستعمل روابط فنية بلا صلة مع ويكي بيانات